# Hackescher Markt
Hackescher Markt er en plads i Spandauer Vorstadt i det centrale Berlin, Tyskland. 
Pladsen er opkaldt efter Hans Christoph Friedrich von Hacke og er beliggende for enden af Oranienburger Strasse. Tidligere var pladsen beliggende i Østberlin, men har siden genforeningen gennemgået en omfattende renovering. I dag findes mange restauranter med udeservering på pladsen, der også er kendt for sit kultur- og natteliv samt nærheden til byningskomplekset Hackesche Höfe.
På Hackescher Markt findes desuden en jernbane- og S-Bahn-station, oprindeligt kaldet Börse og Marx-Engels-Platz under DDR-tiden.